# こむぎ (遊助の曲)
「こむぎ」は、2021年9月29日にソニー・ミュージックレコーズから発売された遊助の32枚目のシングル。

## 概要
前作「マジ歌」から約3か月ぶりのシングル。

## 販売形態
- 初回生産限定盤A
  - CD+DVD
- 初回生産限定盤B
  - CD+フォトブック(32P)
- 通常盤
  - CDのみ

## 収録曲

### 初回生産限定盤A
CD
1. こむぎ
作詞：遊助、作曲：N.O.B.B・佐藤嘉風
2. セミダブル
作詞：遊助、作曲：遊助・N.O.B.B
3. 夢はシンプル
作詞：遊助、作曲：佐藤嘉風
4. こむぎ -Instrumental-

DVD
1. こむぎ - Music Video -
2. こむぎ Music Video Making

### 初回生産限定盤B
CD
1. こむぎ
2. セミダブル
3. 夢はシンプル
4. こむぎ -Instrumental-

### 通常盤
CD
1. こむぎ
2. セミダブル
3. 夢はシンプル
4. スラッガー
作詞：遊助、作曲：久保田真悟(Jazzin' park)・SUNNY BOY(TinyVoice, Production)